# 千徳百貨店
千徳百貨店（せんとくひゃっかてん）は、かつて熊本県熊本市に存在した日本の百貨店である。

## 歴史・概要
1906年（明治39年）に江戸時代の熊本藩で槍の師範を代々努めていた千場家に養子入りしていた千場惣四郎が熊本県熊本市の安政橋通りに千徳呉服店を開業したのが始まりである。
この呉服店を母体に千場惣四郎が実父で代々材木業や土木業を営んでいた徳永家を率いていた徳永慶八と共同で1926年（大正15年）12月11日に千徳百貨店として木造3階建ての熊本県内初の本格的な百貨店を開業した。
1931年（昭和6年）には熊本県内初のエレベーターを設置した鉄筋コンクリート造5階建ての新館を増築して増床して、1927年（昭和2年）1月に開店した「いずみや百貨店」などのライバルを圧倒し、1930年（昭和5年）に京都の時計商だった鈴木弥三郎が開いた「銀丁百貨店」と共に第二次世界大戦前は熊本の2大百貨店として多くの買い物客を集めていた。
1945年（昭和20年）7月の熊本大空襲で店舗が焼失したため第二次世界大戦後に店舗の再建を果たしたが、昭和20年代中頃に開業して非常な勢いで勢力を伸ばした鶴屋百貨店や大洋デパートという戦後の熊本の新たな2大百貨店との競争に敗れ、1955年（昭和30年）3月に破産宣告を受け、その歴史に終止符を打った。